# Jack Hemingway
John Hadley Nicanor "Jack" Hemingway, né le 10 octobre 1923 à Toronto et mort le 1er décembre 2000 à New York, est un écrivain et un militant pour la conservation de la nature américano-canadien. Il est aussi réputé pour son activité de pêcheur à travers les États-Unis. Il est le fils du prix Nobel de littérature Ernest Hemingway.

## Jeunesse
Jack Hemingway est né à Toronto, au Canada. Il est l'unique fils de l'écrivain américain Ernest Hemingway et de sa première femme, Hadley Richardson. Il a plus tard deux demi-frères, Patrick et Gregory, issus de l'union de son père avec la journaliste Pauline Pfeiffer. Ressemblant physiquement beaucoup à son père, ses prénoms sont choisis en hommage à sa mère, et au matador espagnol Nicanor Villalta Y Serrés, admiré par ses parents,,.
Ses marraines sont Gertrude Stein et Alice B. Toklas, toutes les deux très proches de l'intelligentsia de la Lost Generation parisienne. Surnommé par sa mère Bumby, cette dernière lui trouvant une ressemblance avec un ours en peluche, il passe les premières années de sa vie entre Paris et les Alpes autrichiennes,.

## Études, service militaire et carrière après-guerre
Jack Hemingway va à l'université du Montana et au Dartmouth College, mais n’obtient pas de diplôme. Il s'engage dans l'armée américaine après l’attaque de Pearl Harbor, en 1941. En 1943, il est affecté dans le camp militaire Shanks à Orangeburg, dans l’État de New York, où il rencontre Maurice Walsh dans un bar, après avoir vanté les talents d'écrivain de ce dernier, le déclarant notamment, au-dessus d'Ernest Hemingway et William Faulkner.
Détaché en France en 1944, il commence en tant qu'officier de la police militaire, commandant une unité spéciale de soldats afro-américains, il obtient plus tard son transfert à l'Office of Strategic Services (OSS), la nouvelle agence de renseignement qui deviendra la CIA après-guerre. Parlant couramment français, il travaille directement avec la Résistance française, ayant alors le grade de premier lieutenant. Après avoir été parachuté en France occupée, Il échappe à la capture par les Allemands alors qu'il s'adonne à la pêche après sa première mission,. Il rencontre la troisième femme de son père, Martha Gellhorn, alors qu'il quitte Alger. Cette dernière, qu'il considère comme son "autre mère favorite", était alors en partance pour l'Italie où elle travaillera comme correspondante de guerre avec les Forces françaises libres.
En octobre 1944, Hemingway est blessé et capturé par les Allemands dans les Vosges,. Il est prisonnier de guerre au camp de prisonniers de Mosberg jusqu'en avril 1945, période durant laquelle il perd 30 kilos,. Il est transporté juste à temps pour célébrer la victoire des Alliés le 8 mai 1945 à Paris, sur les Champs-Élysées. Il obtient la Croix de Guerre par le gouvernement français pour ses actions.
Après la guerre, il est détaché à Berlin-Ouest et à Freiburg im Breisgau en Allemagne, puis à Fort Bragg, en Caroline du Nord, avant de quitter l'armée. Retourné à la vie civile, il travaille comme agent de change, puis en tant que vendeur de fournitures de pêche. Il prend sa retraite en 1967, et retourne vivre à Ketchum, dans l'Idaho, là où Ernest Hemingway a vécu et est enterré. Il écrit alors deux ouvrages autobiographiques.

## Mariages et famille
Jack Hemingway s'est marié à Byra Louise Whittlesey le 25 juin 1949 à Paris, avec pour témoins Julia Child et Alice B. Toklas. Le couple a eu trois filles : Joan Hemingway, née en 1950, Margaux Hemingway, née en 1954 et morte en 1996, et Mariel Hemingway, née en 1961.
Byra Louise Witthlesey décède des suites d'un cancer en 1988. Jack Hemingway s'est remarié avec Angela Holvey en 1989.

## Pêche et conservationnisme
Jack Hemingway a été au cours de sa vie un pêcheur à la ligne de renom, pêchant dans la plupart des grands cours d'eau américains  et dans quelques grands cours d'eau européens, notamment en Scandinavie.
Habitant longtemps en Idaho, à Ketchum, il est commissaire de 1971 à 1977 à la Idaho Fish and Game Commission. Il fait adopter par l'État une loi pour la sauvegarde des poissons, après ses succès à ce poste. Il travaille aussi avec l'organisation The Nature Conservancy pour la préservation de la Silver Creek (Idaho) (en), l'un des plus importants cours d'eau, et pour la sauvegarde des truites en Idaho.

## Écrivain

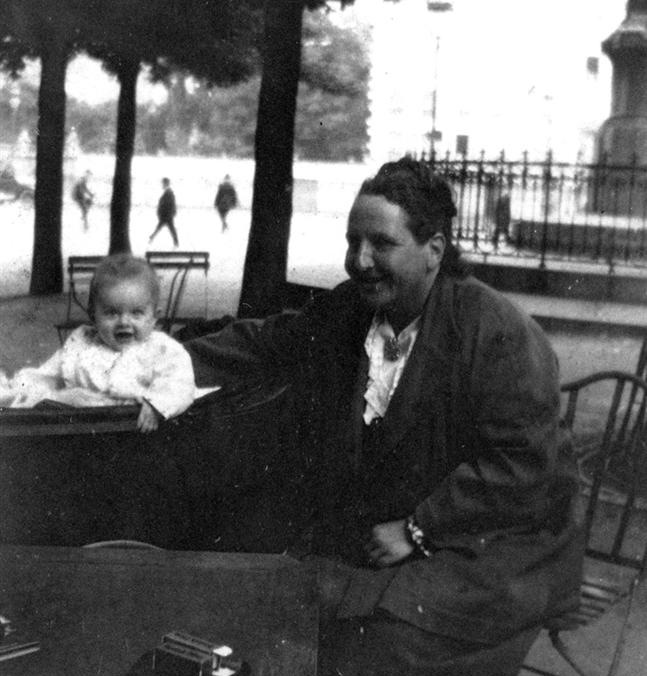
Jack Hemingway et sa marraine Gertrude Stein, en 1924, à Paris.

Jack Hemingway a assisté la quatrième et dernière femme de son père, Mary Welsh Hemingway, pour l'édition de Paris est une fête, autobiographie posthume publiée en 1964, relatant la vie d'Ernest Hemingway dans le Paris des années 1920.
Il a aussi publié une autobiographie, Les mésaventures d'un pêcheur à la mouche : Ma vie avec et sans papa, en 1986. Un second travail autobiographique, Une vie qui mérite d'être vécue : Les aventures d'un sportif passionné, a été publié de manière posthume en 2002.

## Décès
Jack Hemingway décède le 1er décembre 2000, à l'âge de 77 ans, à New York, de complications à l'issue d'une opération du cœur. En 2001, l'Idaho a décrété un Jack Hemingway Conservation Day en son honneur. 
Il est inhumé au cimetière de Ketchum, là où se trouvent aussi les sépultures de son père, sa femme Byra Louise Whittlesey, sa fille Margaux, et son demi-frère (ou demi-sœur Gloria) Gregory Hemingway.

## Sources
- Oliver, Charles M. (1999). Ernest Hemingway A to Z: The Essential Reference to the Life and Work. New York: Checkmark Publishing.  (ISBN 0-8160-3467-2)
- (en) Brooke Workman, « Twenty-Nine Things I Know about Bumby Hemingway », The English Journal, vol. 72, no 2,‎ 1983, p. 24–26 (DOI 10.2307/816722)